# L'avvocato di strada
L'avvocato di strada è un romanzo di genere giallo giudiziario di John Grisham, pubblicato il 1º gennaio 1998. Nono romanzo dell'autore americano, fu adattato nel film televisivo L'avvocato di strada, uscito nel 2003.

## Trama
Michael Brock è un avvocato di Washington che lavora per un importante studio legale nel campo dell'antitrust; un giorno viene sequestrato assieme ad altri suoi colleghi da un senza tetto che si fa chiamare Mister. Quest'ultimo non chiarisce il motivo del suo gesto, solo chiede di sapere chi si occupa degli sfratti prima che un cecchino lo uccida. Michael, sconvolto da questa esperienza, si sente sempre più insofferente alla sua vita di sempre fatta di ottanta ore a settimana di lavoro e da un matrimonio che non funziona perché l'ufficio assorbe tutto il suo tempo e l'ospedale, dove lavora la moglie chirurgo. Allora inizia ad avvicinarsi a Mordecai Green, un avvocato impegnato nel sociale, e una notte si reca in una casa di accoglienza per i senza tetto a fare del volontariato. Lì viene in contatto con Lontae Burton, una giovane madre tossicodipendente con 4 figli che vive in una macchina. Il giorno dopo scopre che la donna e i suoi figli erano morti durante la notte intossicati dai gas di scarico della macchina lasciata accesa nel tentativo di difendersi da una bufera di neve. Così decide di indagare sul caso e su quello di Mister e scopre che il suo studio si era reso colpevole di una grave violazione, in quanto aveva sfrattato senza preavviso dei senza tetto che vivevano in un immobile comprato da un loro cliente, una società immobiliare. Gli occupanti erano gente di strada, ma pagavano regolarmente un affitto, anche se in nero, così avrebbero dovuto ricevere un preavviso di due settimane. Michael decide così di lasciare lo studio e sottrae il fascicolo riguardante questi eventi. Si unisce allo studio di Mordecai, rinunciando così a benefici economici considerevoli, e venendo per questo lasciato dalla moglie Claire. Però alla fine riuscirà a trascinare il suo potente studio in tribunale e a ottenere un risarcimento esemplare per i suoi indigenti.

## Personaggi principali
- Micheal Brock: avvocato
- Mordecai Green: avvocato

## Personaggi secondari
- Claire: moglie di Michael
- Braden Chance: avvocato
- Hector Palma: assistente di Braden Chance
- Lontae Burton: senzatetto
- Ruby Simon: senzatetto

## Le tematiche
Interessanti le descrizioni del mondo dei senzatetto: l'autore stesso in una nota a fine libro, ci racconta come si sia recato alla Washington legal clinic for the homeless per conoscere meglio l'argomento. Inoltre è molto ben descritto il mondo degli avvocati che lavorano nei grandi studi, che l'autore conosce bene in quanto avvocato di medio successo, fatto di una vita dedicata al lavoro nella ricerca maniacale del successo e del denaro.

## Edizioni italiane
- L'avvocato di strada, traduzione di Tullio Dobner, Collana Omnibus, Milano, Mondadori, 12 maggio 1998,  p. 370, ISBN 978-88-044-4449-7. - Collana I Miti, Milano, Mondadori, 11 maggio 1999, ISBN 978-88-044-6413-6; Collana Oscar Bestsellers n.1002, Milano, Mondadori, ottobre 1999, ISBN 978-88-046-6765-0, pp.369; Collana Oscar Bestsellers, Mondadori, 2016, ISBN 9788804667650; Milano, Hearst Magazines, 2024, ISBN 977-00-166-9439-5.